# Passage Basfour
Le passage Basfour est une voie piétonne située dans le 2e arrondissement de Paris, en France.

## Situation et accès
Le passage Basfour relie la rue Saint-Denis (au niveau du no 176) à la rue de Palestro (au niveau du no 25). Il s'agit d'un passage piéton, pavé.

## Origine du nom
On donna le nom de « Bas-Fours » à cette rue à partir de la fin du XIVe siècle en raison d'un four à plâtre situé dans ce passage.

## Historique
Le passage existe au moins depuis le milieu du XIVe siècle. Il s'agissait alors d'une impasse.
Au XIVe siècle, on la nommait « ruelle Sans Chef » et « rue Sans Chef », voire « aboutissant à la Trinité ».
En 1374, dans les archives de l'abbaye de Saint-Martin-des-Champs, elle porte le nom de « Bas-four » et, en 1400, celui de « ruelle Sans chef », tout en gardant son nom précédent, « cul-de-sac de Bas-four ».
En 1224, l'hôpital de la Trinité acheta la plâtrière de la Croix-Verte, une ancienne carrière de plâtre, pour en faire un cimetière.
Le cimetière de la Trinité était délimité par les actuelles rues Saint-Denis et Greneta, le boulevard de Sébastopol et la rue Guérin-Boisseau.

Faisant suite à l'édit d'Amboise de 1563, l'article 6 de l'édit de Beaulieu, en 1576, accorde le droit de sépulture dans ce cimetière aux protestants. La partie qui leur est affectée était située au nord, en bordure du passage Basfour, l'autre partie restant pour les sépultures catholiques.

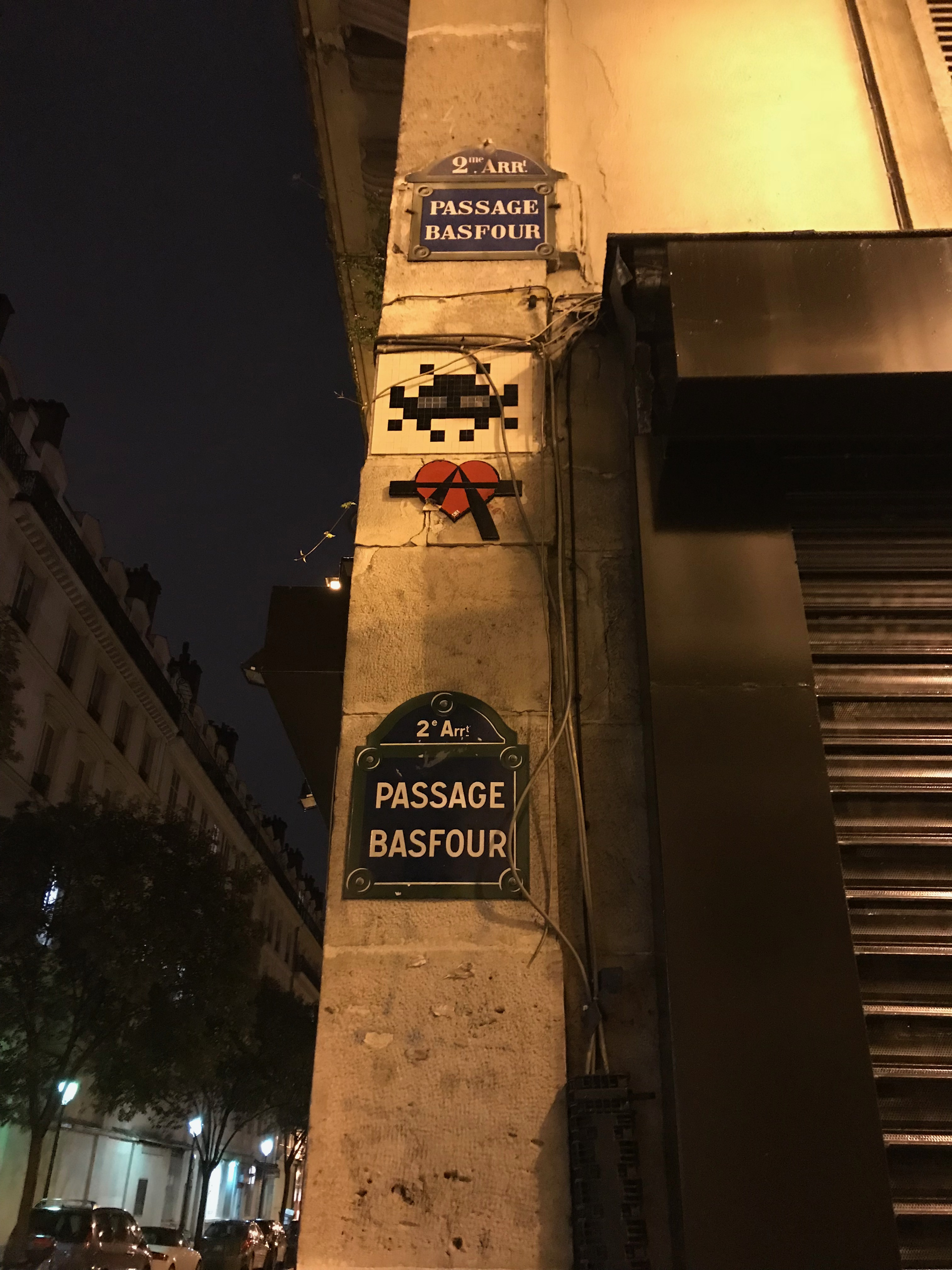
Plaque de rue, à l'angle de la rue de Palestro.
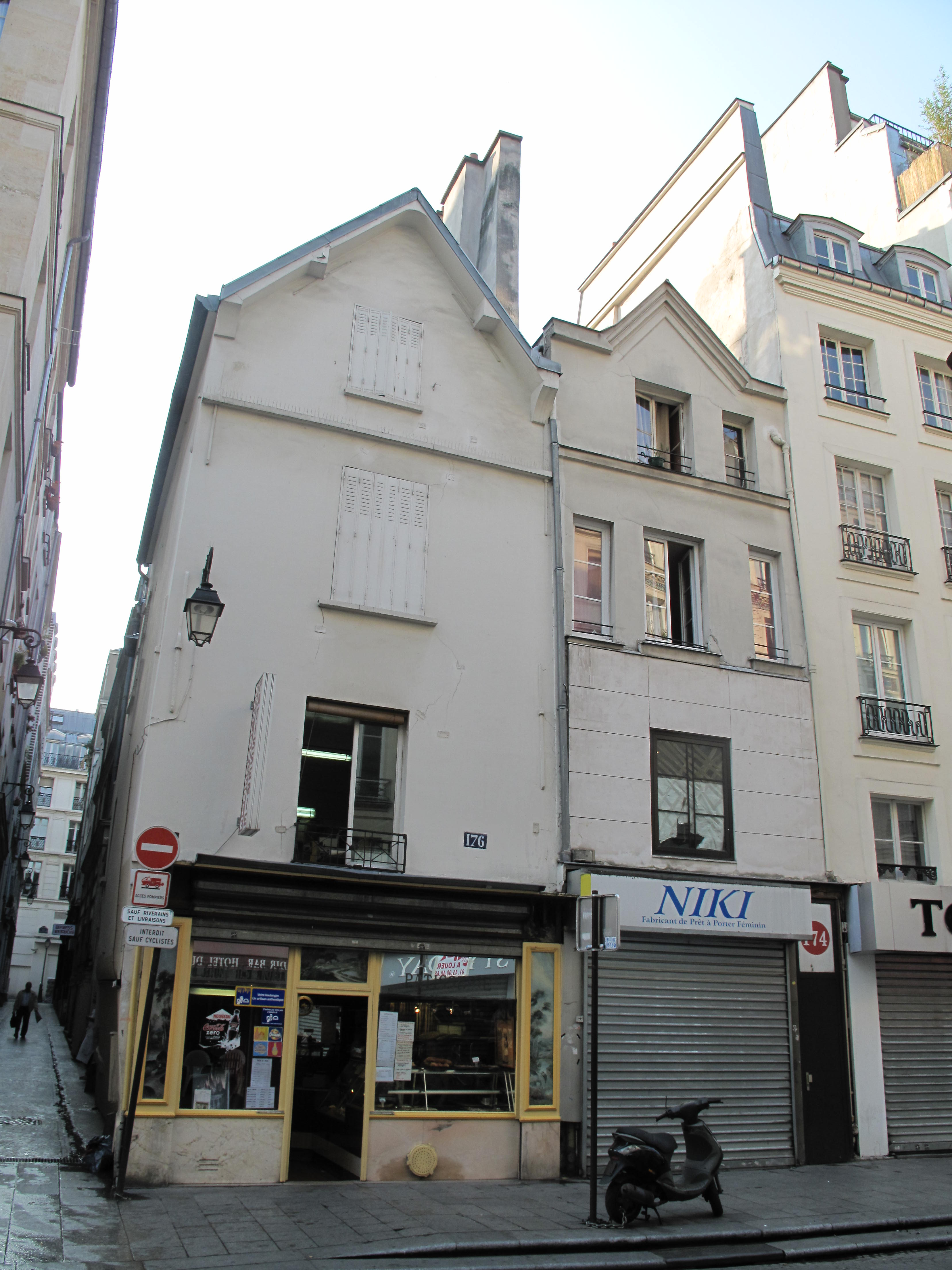
176, rue Saint-Denis, et entrée du passage, à gauche.
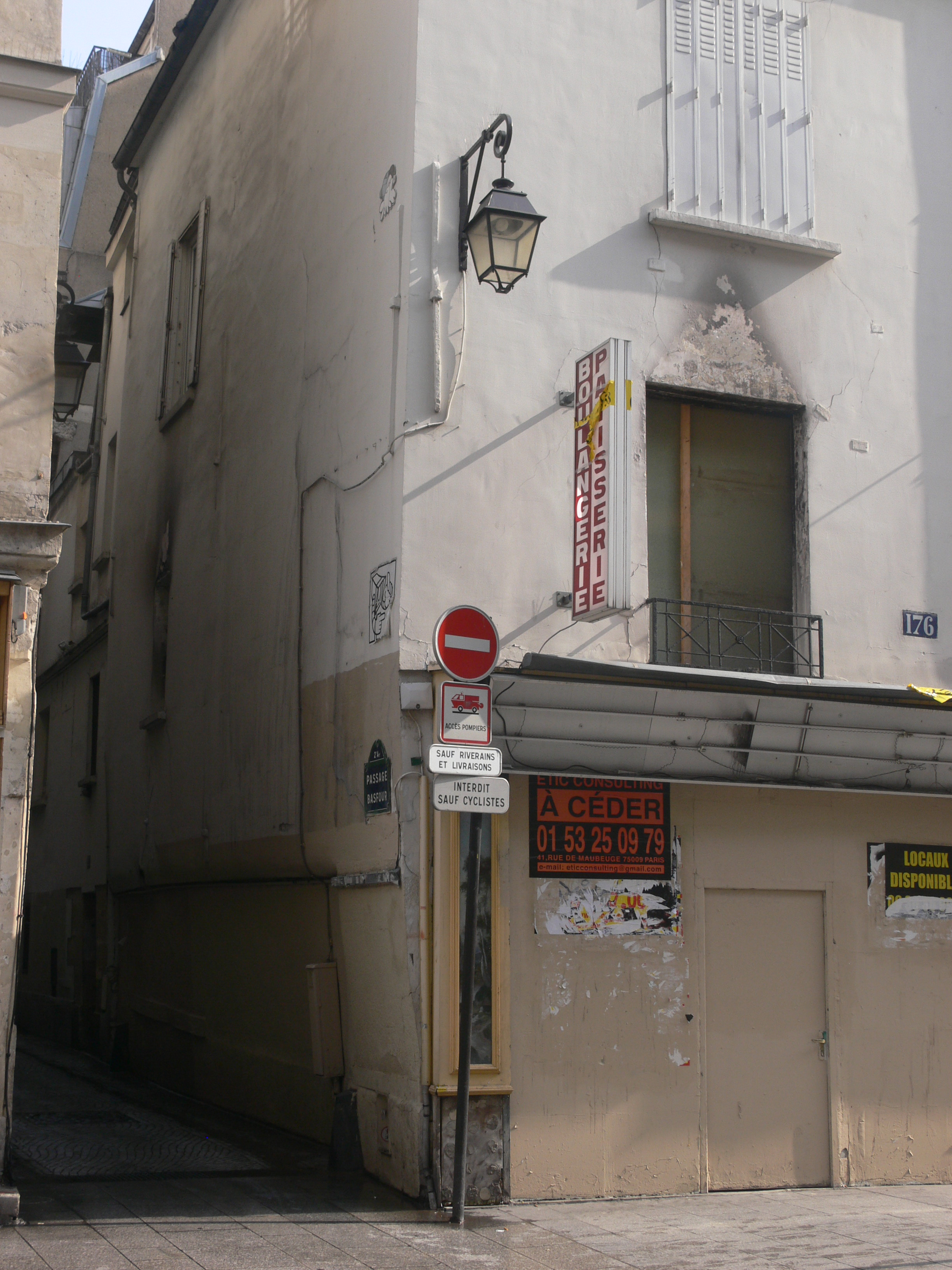
Entrée rue Saint-Denis.

## Pour approfondir